# Полоса на настъпление
Полоса на настъпление – военен термин, под който се разбира ясно обозначен участък от местността, отдаден на войсково формирование за решаване на неговите бойни или оперативни задачи с настъпателен характер. При определяне на ширината на полосата на настъпление се вземат под внимание сложен комплекс от различни фактори:
- бойните възможности на войсковото формирование;
- бойните възможности на противостоящата му групировка на противника;
- географските, климатичните и хидрометеорологичните особености на местността;
- текущата тактическа ситуация;
- и т.н[1].

Изхождайки от руския опит в бойните действия от завършителния етап на Великата Отечествена война, ширината на полосата на настъпление за фронт се предполага в рамките на 200 – 300 километра, за общовойсковата армия e 35 – 50 km, за стрелковата дивизия – 2 – 4 km, за стрелкови полк – до 2 km. Например, по време на Висло-Одерската операция съветската 5-а ударна армия, в състав 9-и, 26-и гвардейски и 32-ри стрелкови корпуси, действа против добре подготвена отбрана на немските войски. При тези условия ширината на полосата на настъпление е 12 km при ширина на участъка на пробива от 6 km.
Според съвременните представи на западните специалисти, във връзка с ръста на настъпателните възможности у съвременните армии, ширината на полосата на настъпление на американска бронетанкова дивизия съставлява до 40 km (при ширина на участъка на пробив 3 – 6 km), бригада – 10 – 15 km, батальон – 3 – 4 km. Ширината на полосата на настъпление за американска общовойскова бригада може да достига 15 km с участък на бробива по фронта с ширина 3 km, а за дивизия на морската пехота усилена с бронетанкова техника се избира в диапазон 15 – 20 km.